# Альфонс садится на коня
«Альфонс садится на коня…» — стихотворение (по мнению ряда исследователей — незаконченная поэма) А. С. Пушкина, написанное приблизительно в 1835 — 1836 годах
Датируется второй половиной 1835 — 36 годов. Написано под впечатлением от чтения французского романа «Рукопись, найденная в Сарагосе» (фр. Manuscrit trouvé à Saragosse) польского писателя Яна Потоцкого. Известен интерес Пушкина к роману. Испанская тема в творчестве Пушкина представлена в стихотворениях «Ночной зефир...» (1824), «Пред испанкой благородной...» (1830), «Я здесь, Инезилья...» (1830), сказке «Сказка о золотом петушке»
Другой сквозной темой стало изображение ворона как вестника смерти, несчастья, представленная в произведениях Пушкина «Русалка», «Гробовщик».
При жизни Пушкина напечатано не было, опубликовано Жуковским в посмертном издании сочинений Пушкина (т. IX, 1841, стр. 205—206), где обозначено как «начало поэмы», что поддерживает ряд  пушкинистов.
Первоначальные варианты опубликованы И. А. Кубасовым в статье «Вновь найденный черновой набросок стихотворения Пушкина „Альфонс“» (ж. «Русская Старина», 1900, февраль, стр. 313—314.
Факсимиле л. 1 автографа — в издании Л. Б. Модзалевского и Б. В. Томашевского «Рукописи Пушкина, хранящиеся в Пушкинском Доме. Научное описание». 1937, стр. 136/137.